# Совершенно летние
«Соверше́нно ле́тние» — российский телесериал в жанре романтической комедии, созданный компаниями «Водород» и Art Pictures. Является расширенной версией российского фильма «Рашн Юг», вышедшего 4 марта 2021 года. Премьера телесериала состоялась 21 июня 2021 года на телеканале «СТС». Заключительная серия вышла 15 июля 2021 года. Главные роли исполняют Стася Милославская, Семён Трескунов, Риналь Мухаметов и Александр Метёлкин.

## Сюжет
Артём Дудин (Семён Трескунов) — студент из Воронежа, влюбившийся в спортсменку Ксюшу (Стася Милославская) с первого взгляда. Артём решает отправиться к Ксюше в посёлок Лазурный Краснодарского края, однако, помимо него, за сердце девушки борются моряк Никита (Риналь Мухаметов) и полицейский Игорь (Александр Метёлкин). Несмотря на серьёзную конкуренцию, Артём решает несмотря ни на что бороться за свою любовь.

## В ролях
- Стася Милославская — Ксения Гордеева, спортсменка
- Семён Трескунов — Артём Дудин, студент
- Риналь Мухаметов — Никита Власов, курсант военно-морского училища
- Александр Метёлкин — Игорь, полицейский
- Александр Робак — Леонид Гордеев, отец Ксении
- Дарья Фекленко — Ульяна Львовна Гордеева, мать Ксении
- Роман Мадянов — Пётр Иванович, отец Игоря
- Сергей Лавыгин — Олег
- Эльдар Калимулин — Митяй
- Даниил Вахрушев — Эльдарчик
- Магомед Муртазаалиев — Руслан
- Екатерина Агеева — Зоя
- Екатерина Кабак — Яна
- Ирина Демидкина — Тамара Михайловна, регистратор в ЗАГСе
- Максим Лагашкин — Сердюк
- Марго Адаева — Марина
- Полина Ауг — подруга Ксении
- Олег Газманов — камео

## Список серий
| № серии | Описание серии | Премьера     |
| ------- | --- | ------------ |
| 1       | Студент Артём Дудин отправляется из Воронежа на юг к спортсменке Ксюше, которая покорила его сердце на соревнованиях по плаванию. Артём готов на всё, чтобы завоевать сердце любимой девушки. | 21 июня 2021 |
| 2       | Артём подружился с местной компанией: Русланом, Митяем и Эльдарчиком, которые рассказывают ему о предстоящей свадьбе Ксюши.                                                                   | 21 июня 2021 |
| 3       | Артём планирует вернуть свадебные деньги, отработав в парке 14 лет. | 22 июня 2021 |
| 4       | Ради Ксюши, Артём отправляется на поиски её жениха Никиты. | 23 июня 2021 |
| 5       | Безнадёжно влюблённые в Ксюшу Артём и полицейский Игорь решают объединиться. | 24 июня 2021 |
| 6       | Отец Игоря, Пётр Иванович, решает продать парк родителей Ксюши. Артём во что бы то ни стало пытается не допустить этого.                                                                      | 28 июня 2021 |
| 7       | Ксюша и Никита решают сыграть свадьбу и ищут на неё деньги. | 29 июня 2021 |
| 8       | Артём преследует Ксюшу, пытаясь добиться от неё свидания, которое она пообещала ему ещё в Воронеже.                                                                                           | 30 июня 2021 |
| 9       | Настал день свадьбы Ксюши и Никиты. | 1 июля 2021  |
| 10      | На свадьбу пришёл певец Олег Газманов. Царит веселье, ничто не предвещало беды. Однако в один прекрасный момент невесту похищает Артём.                                                       | 5 июля 2021  |
| 11      | После того, как Артём похитил Ксюшу со свадьбы, он становится главным врагом для её семьи. | 6 июля 2021  |
| 12      | Артём, вместе со своей подругой Зоей и другом Русланом едет в Сухум, чтобы рассказать Никите о непричастности Ксюши к её похищению со свадьбы.                                                | 7 июля 2021  |
| 13      | Ксюша решает вместе с Артёмом поехать в Сухум, чтобы встретиться с Никитой и всё объяснить.                                                                                                   | 8 июля 2021  |
| 14      | Ксюша собирается навсегда уехать в Москву. | 12 июля 2021 |
| 15      | Наступил день рождения Ксюши, на который она приглашает Артёма. | 13 июля 2021 |
| 16      | Никита возвращается. Ксюша не знает, нужно ли прощать его. | 14 июля 2021 |
| 17      | Артёма арестовывают за то, что он выстрелил из арбалета в ногу Никиты. На сторону защиты Артёма встают Игорь, родители Ксюши, подруги Ксюши, Олег, Зоя, Митяй, Эльдарчик и Руслан.            | 15 июля 2021 |

## Производство
Телесериал «Совершенно летние» был создан как расширенная версия фильма «Рашн Юг» (2021). Дмитрий Литвиненко, один из режиссёров сериала, рассказал: «Мы работали над сценарием сериала два года. Несколько лет назад я и сам практически побывал на месте героя Артёма: много времени провёл на юге, где и познакомился с прототипами наших персонажей. Тогда меня и вдохновили характеры этих ребят, их манера говорить, вести себя».
Основные съёмки телесериала проходили в Новороссийске и Геленджике.

## Отзывы
Антонина Веткина, написавшая для «Комсомольской правды», сказала: «От сериала остаётся странное ощущение — как будто в целом неплохие и забавные мизансцены соединили между собой как придётся, буквально вслепую. Связывающая их сквозная тема невнятна, словно смотришь черновой монтаж, который забыли довести до ума, не доложили все объясняющие кадры. История за набором скетчей настолько невыразительна, что приходится предпринимать нешуточные усилия, чтобы понять, а кто, собственно, все эти люди на экране».